# Girlish Number
Girlish Number (ガーリッシュナン バー  Gārisshu Nanbā?) era un proyecto multimedia japonés. Fue publicado en la edición de marzo de 2016 de la revista Dengeki G's Magazine de ASCII Media Works como una novela serial escrita por Wataru Watari, con ilustraciones de QP:flapper y Yamcha. Una serie de manga ilustrada por Yūki Dōmoto fue serializada en Dengeki G's Comic. Un anime de Diomedéa se emitió desde el 7 de octubre al 23 de diciembre de 2016.

## Sinopsis
La historia gira en torno a Chitose Karasuma, una actriz de doblaje que ha estado trabajando en la industria del anime durante un año. Aunque cree que tiene talento, piensa que la industria del anime está podrida ya que solo ha estado expresando personajes menores. Un día, se le presenta la oportunidad de expresar un papel principal en una próxima adaptación al anime de una novela ligera como actriz de voz idol con otras cuatro chicas.

## Personajes
Chitose Karasuma (烏丸 千歳 Karasuma Chitose?)
Seiyū: Sayaka Senbongi
Yae Kugayama (久我山 八重 Kugayama Yae?)
Seiyū: Kaede Hondo
Koto Katakura (片倉 京 Katakura Koto?)
Seiyū: Yui Ishikawa
Kuzu-P (九頭P?)
Seiyū: Kazuya Nakai
Gojō Karasuma (烏丸 悟浄 Karasuma Gojō?)
Seiyū: Yūichirō Umehara
Momoka Sonō (苑生 百花 Sonō Momoka?)
Seiyū: Eri Suzuki
Kazuha Shibasaki (柴崎 万葉 Shibasaki Kazuha?)
Seiyū: Saori Ōnishi
Towada AP (十和田AP?)
Seiyū: Takuya Eguchi
Presidente Namba (難波社長 Namba Sachō?)
Seiyū: Kenyū Horiuchi

## Media

### Novela serial
Una novela serial escrita por Wataru Watari se publicó en la edición de marzo de 2016 de la revista Dengeki G's Magazine de ASCII Media Works. La novela muestra ilustraciones de Yamcha, excepto por las páginas de título las cuales son ilustradas por QP:flapper quien también provee el diseño original de los personajes. El primer volumen fue publicado el 27 de julio de 2016. El último volumen fue publicado el 26 de junio de 2017.

#### Lista de volúmenes
| Núm. | Fecha de publicación  | ISBN                   |
| ---- | --------------------- | ---------------------- |
| 1    | 27 de julio de 2016   | ISBN 978-4-04-892236-4 |
| 2    | 27 de octubre de 2016 | ISBN 978-4-04-892522-8 |
| 3    | 26 de junio de 2017   | ISBN 978-4-04-892992-9 |

### Manga
Una serie de manga, escrita por Wataru Watari e ilustrada por Yūki Dōmoto, comenzó su serialización en la edición de abril de 2016 de la revista Dengeki G's Comic de ASCII Media Works. El primer volumen tankōbon fue publicado el 27 de julio de 2016. El último volumen tankōbon fue publicado el 26 de junio de 2017.Un spin-off del manga, escrito por Wataru Watari e ilustrado por Yū Tsurusaki realizó su serialización en la edición de noviembre de 2016 de la revista Dengeki G's Comic de ASCII Media Works. Un spin-off estilo cómic protagonizado por Momoka, escrito por Wataru Watari e ilustrado por Mami Surada realizó su serialización en la edición de noviembre de 2016 de la revista Dengeki G's Comic de ASCII Media Works.

#### Girlish Number
| Núm. | Fecha de publicación    | ISBN                   |
| ---- | ----------------------- | ---------------------- |
| 1    | 27 de julio de 2016     | ISBN 978-4-04-892242-5 |
| 2    | 17 de diciembre de 2016 | ISBN 978-4-04-892605-8 |
| 3    | 26 de junio de 2017     | ISBN 978-4-04-892986-8 |

#### Girlish Number Shura
| Núm. | Fecha de publicación    | ISBN                   |
| ---- | ----------------------- | ---------------------- |
| 1    | 26 de noviembre de 2016 | ISBN 978-4-04-892532-7 |

#### Girlish Number: Momoka Memorial
| Núm. | Fecha de publicación    | ISBN                   |
| ---- | ----------------------- | ---------------------- |
| 1    | 26 de noviembre de 2016 | ISBN 978-4-04-892534-1 |

### Anime
Un anime, producido por Diomedéa y dirigido por Shota Ibata, se emitió desde el 7 de octubre hasta el 23 de diciembre de 2016. El opening es "Bloom" y el ending es "Ima wa Mijikashi Yumemiyo Otome" (今は短し夢見よ乙女); ambas canciones son interpretadas por Girlish Number, un grupo conformado por Sayaka Senbongi (Chitose Karasuma), Kaede Hondo (Yae Kugayama), Yui Ishikawa (Koto Katalura), Eri Suzuki (Momoka Sonō) y Saori Ōnishi (Kazuha Shibasaki). El opening para el primer episodio es "Ketsui no Dia" (決意のダイヤ) interpretado por Kohaluna, un grupo ficticio conformado por Eri Suzuki (Momoka Sonō) y Saori Ōnishi (Kazuha Shibasaki). La serie fue publicada en seis volúmenes DVD/Blu-ray desde el 21 de diciembre de 2016 hasta el 26 de mayo de 2017. Una adaptación a anime de Girlish Number Shura fue anunciada durante el evento Kuzu Fest en abril de 2017. El 22 de noviembre de 2018 TBS y Diomedéa anuncian la cancelación de la producción del anime Girlish Number Shura alegando complicaciones para garantizar la calidad y la agenda de producción del anime, volviéndose también difícil la conservación del equipo original. En consecuencia de ello, el comité de producción decidió tomar la decisión final de cancelar el proyecto. El anime fue transmitido en simulcast con Japón por Crunchyroll para Estados Unidos, Canadá, Reino Unido, Irlanda, Australia, Nueva Zelanda, Sudáfrica y Latinoamérica.El 31 de julio de 2020 Crunchyroll anuncia que retira de su catálogo el anime junto a otros 76 títulos.

#### Lista de episodios
| Núm. | Título | Fecha de emisión        |
| ---- | --- | ----------------------- |
| 1    | "La descuidada Chitose y este negocio podrido" "Yasagure Chitose to Kusatta Gyōkai" (やさぐれ千歳と腐った業界)        | 7 de octubre de 2016    |
| 2    | "La fanfarrona Chitose y el grito sin voz" "Tengu na Chitose to Koe Naki Himei" (天狗な千歳と声なき悲鳴)              | 14 de octubre de 2016   |
| 3    | "La blasfemica Chitose y la historia usual" "Jadōna Chitose to Ōdō Tenkai" (邪道な千歳と王道展開)                     | 21 de octubre de 2016   |
| 4    | "La alegre Chitose y sus felices amigos" "Ikeike Chitose to Yukai na Nakamatachi" (イケイケ千歳とゆかいな仲間たち)    | 28 de octubre de 2016   |
| 5    | "La engreída Chitose y la popularidad destrozada" "Choketta Chitose to Bokoboko Hyōka" (ちょけった千歳とぼこぼこ評価) | 4 de noviembre de 2016  |
| 6    | "Chitose en la playa y el presupuesto que no alcanzara" "Hamabe no Chitose to Tōranu Yosan" (浜辺の千歳と通らぬ予算)  | 11 de noviembre de 2016 |
| 7    | "La curiosa Chitose y el día del padre" "Yajiuma Chitose to Jugyō Sankan" (やじうま千歳と授業参観)                    | 18 de noviembre de 2016 |
| 8    | "¡La dormilona Chitose y el humor de viaje húmedo!" "Nebosuke Chitose to Yukemuri Ryojō!" (ねぼすけ千歳と湯煙旅情！)  | 25 de noviembre de 2016 |
| 9    | "La difícil Chitose y el principiante precipitado" "Shōsō Chitose to Shissō Rūkī" (焦燥千歳と疾走ルーキー)            | 2 de diciembre de 2016  |
| 10   | "Chitose cae a la oscuridad y el decepcionado Kuzu" "Yami Ochi Chitose to Shitsui no Kuzu" (闇堕ち千歳と失意のクズ)   | 9 de diciembre de 2016  |
| 11   | "La vacilante Chitose y la iluminación de la determinación" "Chitose to Ketsui no Satori" ( 決意ないさとりへ千歳 )    | 16 de diciembre de 2016 |
| 12   | "Chitose Karasuma y..." "Karasuma Chitose to..." (烏丸千歳と...)                                                      | 23 de diciembre de 2016 |